# Fabio Ciollaro
Fabio Ciollaro (ur. 21 września 1961 w San Vito dei Normanni) – włoski duchowny katolicki, biskup Cerignola-Ascoli Satriano od 2022.

## Życiorys
Święcenia kapłańskie otrzymał 14 czerwca 1986 i został inkardynowany do archidiecezji Brindisi (późniejszej archidiecezji Brindisi-Ostuni). Pracował głównie jako duszpasterz parafialny, był także m.in. rektorem seminarium w Ostuni, dyrektorem kilku kurialnych wydziałów oraz wikariuszem generalnym archidiecezji.
2 kwietnia 2022 papież Franciszek mianował go ordynariuszem diecezji Cerignola-Ascoli Satriano. Sakry udzielił mu 14 czerwca 2022 metropolita Brindisi-Ostuni – arcybiskup Domenico Caliandro.